# Pierre Hammarstrand
Pierre Hammarstrand (* 23. März 1978 in Lerum, Schweden) ist ein ehemaliger schwedischer Handballspieler. Er ist 1,89 m groß und wiegt 88 kg. 
Hammarstrand, der zuletzt für den schwedischen Club Ystads IF HF (Rückennummer 9) spielte und für die schwedische Nationalmannschaft auflief, wurde als Rechtsaußen eingesetzt. 
Pierre Hammarstrand begann beim benachbarten Alingsås HK mit dem Handballspiel. Dort debütierte er auch in der ersten schwedischen Liga. 2002 wechselte er zum TuS Nettelstedt-Lübbecke in die deutsche Handball-Bundesliga. Bei den Ostwestfalen blieb er drei Jahre und stieg 2004 in die zweite Liga ab. Obwohl mit 68:0 Punkten der sofortige Wiederaufstieg gelang, zog Hammarstrand 2005 weiter zum spanischen Aufsteiger BM Aragón. Gleich in der ersten Saison qualifizierte er sich mit den Männern aus Saragossa für den EHF-Pokal und zog 2007 sogar ins Finale dieses Wettbewerbs ein, unterlag dort aber den deutschen SC Magdeburg Gladiators. 2007 kehrte er nach Schweden zurück, wo er sich dem Ystads IF HF anschloss. 2014 beendete er in Ystad seine Karriere und übernahm dort anschließend das Co-Traineramt. Nach der Saison 2016/17 lief sein Vertrag bei Ystads IF aus.
Pierre Hammarstrand hat 37 Länderspiele für die schwedische Nationalmannschaft bestritten. Bei internationalen Wettbewerben gewann er mit Schweden nie eine Medaille; für die Handball-Weltmeisterschaft der Herren 2007 in Deutschland qualifizierte er sich mit Schweden noch nicht einmal. 